# Yilma Ketema
Yilma Ketema, altresì noto anche come Yelmer Ketema (...), è un ex calciatore etiope, di ruolo attaccante. È ricordato per essere stato il primo calciatore etiope professionista in Europa..

## Biografia
Studiò al Lycée Guebre-Mariam di Addis Abeba. Dopo aver giocato da professionista in Europa e America, restò a vivere negli Stati Uniti d'America, dapprima a New York e poi ad Alexandria, nello stato della Virginia.

## Carriera

### Club
Iniziò la carriera nell'Omedla, società che aveva un legame di collaborazione con il Lycée Guebre-Mariam, scuola che Ketema frequentava. Nel 1964 viene ingaggiato dai greci dell'Arīs Salonicco, divenendo così il primo calciatore etiope professionista in Europa. Ketema venne impiegato nei trentaduesimi di finale della Coppa delle Fiere 1964-1965, in entrambe le sfide contro gli italiani della Roma, risultando tra i miglior nell'incontro di andata, pareggiato a reti bianche a Salonicco. L'incontro di ritorno si concluse con una sconfitta per 3-0 e la conseguente estromissione dalla coppa dei macedoni.
Ketema fu costretto a lasciare poco dopo il club poiché la federazione greca decise per il divieto di impiegare calciatori stranieri nel locale campionato.
Restato in Europa, trovò ingaggio presso i turchi del Galatasaray, con cui vinse due coppe di Turchia nel 1965 e nel 1966.
Dopo aver cercato fortuna in Austria e nei Paesi Bassi, Ketema si trasferì negli Stati Uniti d'America per giocare nei Boston Beacons, con cui disputa la prima edizione della North American Soccer League. Ketema con i Beacons chiuse la stagione al quinto ed ultimo posto della Atlantic Division.

### Nazionale
Ha giocato con la nazionale etiope, segnando due reti secondo la Federazione calcistica dell'Etiopia.

## Palmarès

### Club

#### Competizioni nazionali
- Coppa di Turchia: 2

Galatasaray: 1964-1965, 1965-1966